# Godin wit, godin zwart
Godin wit, godin zwart is een Belgische stripreeks die begonnen is in november 2001 met Jean-Claude Servais als schrijver en tekenaar.

## Albums
Alle albums zijn geschreven en getekend door Jean-Claude Servais en uitgegeven door Dupuis.
1. Godin wit, godin zwart deel 1
2. Godin wit, godin zwart deel 2